# Sabiha Gürayman
Sabiha Gürayman, (nascuda Sabiha Rifat a Manastır, Imperi Otomà, 1910 - İzmir, 4 de gener de 2003) va ser la primera enginyera civil i una de les primeres jugadores de voleibol de Turquia. Jugà tant al primer equip femení turc, fundat pel Fenerbahçe en 1927, com també a l'equip masculí de Fenerbahçe, i arribà a ser la capitana d'aquest equip "mixt", guanyador de la lliga masculina de voleibol d'Istanbul el 1929.
Sabiha Rifat es matriculà a l'Escola Superior d'Enginyers (avui İstanbul Teknik Üniversitesi) d'Istanbul el 1927 i juntament amb Melek Ertuğ van ser les primeres dues noies a estudiar-hi. S'hi graduà el 1933, i esdevingué la primera enginyera turca. La primera obra que portà a terme fou el pont del km 86 a la carretera Ankara-Beypazarı, que els locals informalment anomenen "El Pont de la Noia" (Kız Köprüsü en turc). Gürayman també participà, en funcions de controladora, en la construcció d'Anıt Kabir, el mausoleu de Mustafa Kemal Atatürk, i la Gran Assemblea Nacional de Turquia, ambdós edificis a Ankara. Una fotografia de Gürayman es troba a l'exposició permanenta d'Anıt Kabir.
Estigué casada amb Remzi Gürayman, mort el 1993.